# Place Mohamed-Bouazizi
Pour les articles homonymes, voir Mohamed Bouazizi et Bouazizi.
La place Mohamed-Bouazizi est une voie située dans le quartier du Parc-de-Montsouris du 14e arrondissement de Paris.

## Situation et accès
La place Mohamed-Bouazizi est située au croisement de l'avenue Reille et de l'avenue de la Sibelle.

## Origine du nom
Elle porte le nom de Mohamed Bouazizi, dont l'immolation à Sidi Bouzid en Tunisie, en décembre 2010, fut l'un des facteurs déclenchant de la révolution de 2011 en Tunisie et, par extension, du Printemps arabe de 2011.

## Historique

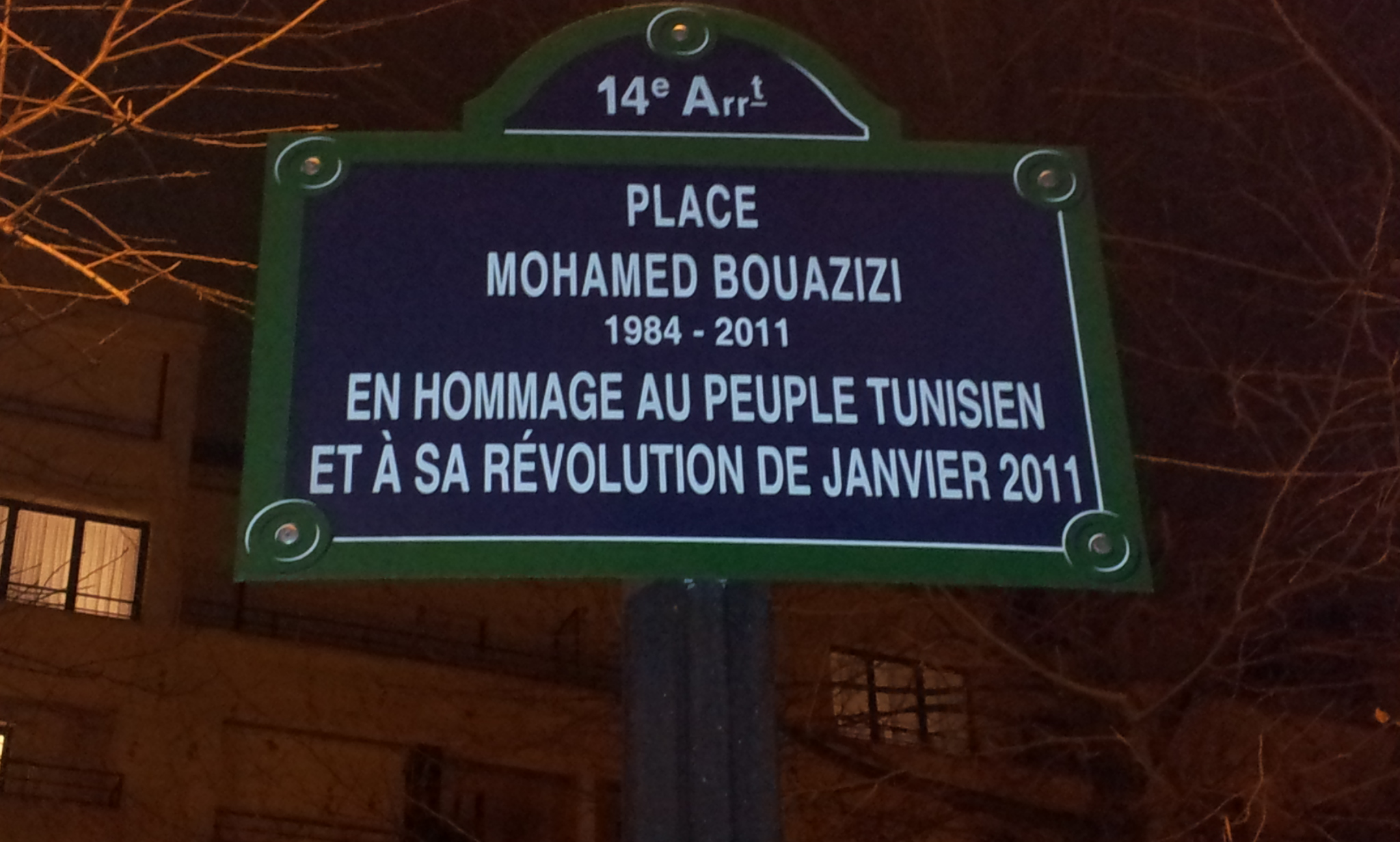
Plaque de la place Mohamed-Bouazizi.

La place, qui surplombe l'avenue de la Sibelle, est créée dans le cadre de l'aménagement de la ZAC Alésia-Montsouris sous le nom provisoire de « voie BO/14 » et prend sa dénomination actuelle en 2011.
La dénomination de la place est votée à l'unanimité par le Conseil de Paris le 8 février 2011 bien qu'il soit en général requis d'attendre au moins cinq années après la mort d'une personne pour attribuer son nom à un lieu. La place est inaugurée le 30 juin 2011 par le maire de Paris, Bertrand Delanoë, en présence de la mère et de membres de la famille du jeune homme, et de Mokhtar Trifi, président de la Ligue tunisienne des droits de l'homme,. La plaque de la place indique : « En hommage au peuple tunisien et à sa révolution de janvier 2011 ».

## Bâtiments remarquables et lieux de mémoire
La place, initialement plantée d'essences d'arbres européens, est aussi agrémentée de palmiers nord-africains depuis sa dénomination définitive. Elle accueille un espace de jeux, notamment des tables en ciment pour le ping-pong. Elle donne sur le parc Montsouris.

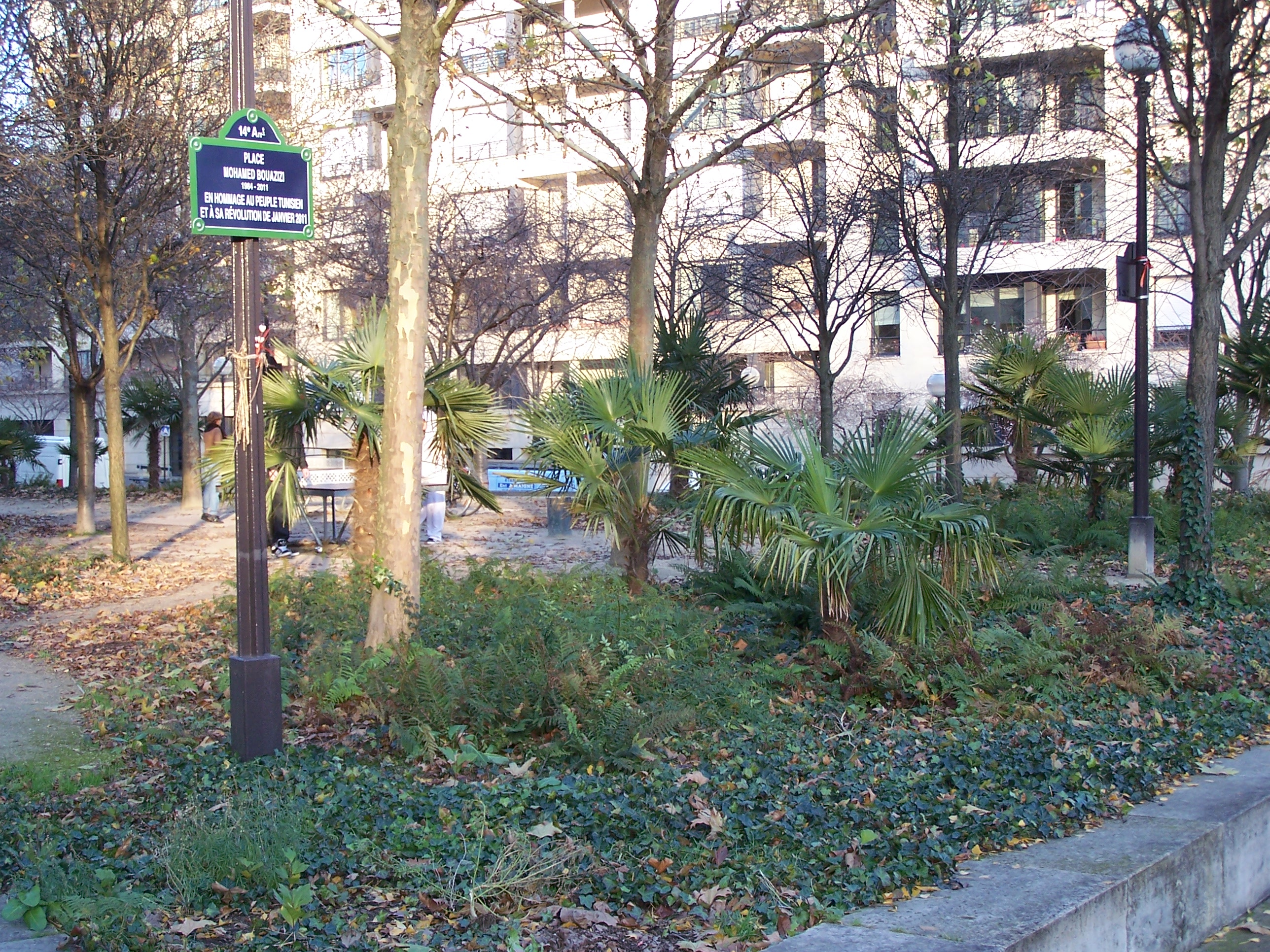
L'aire de jeux de la place.